# Sadko (opera)
Sadko è un'opera lirica in sette scene (solitamente viene rappresentata divisa in tre o cinque atti) di Nikolaj Andreevič Rimskij-Korsakov, basata sulle byliny che narrano le gesta del personaggio leggendario di Sadko.

## Storia della composizione

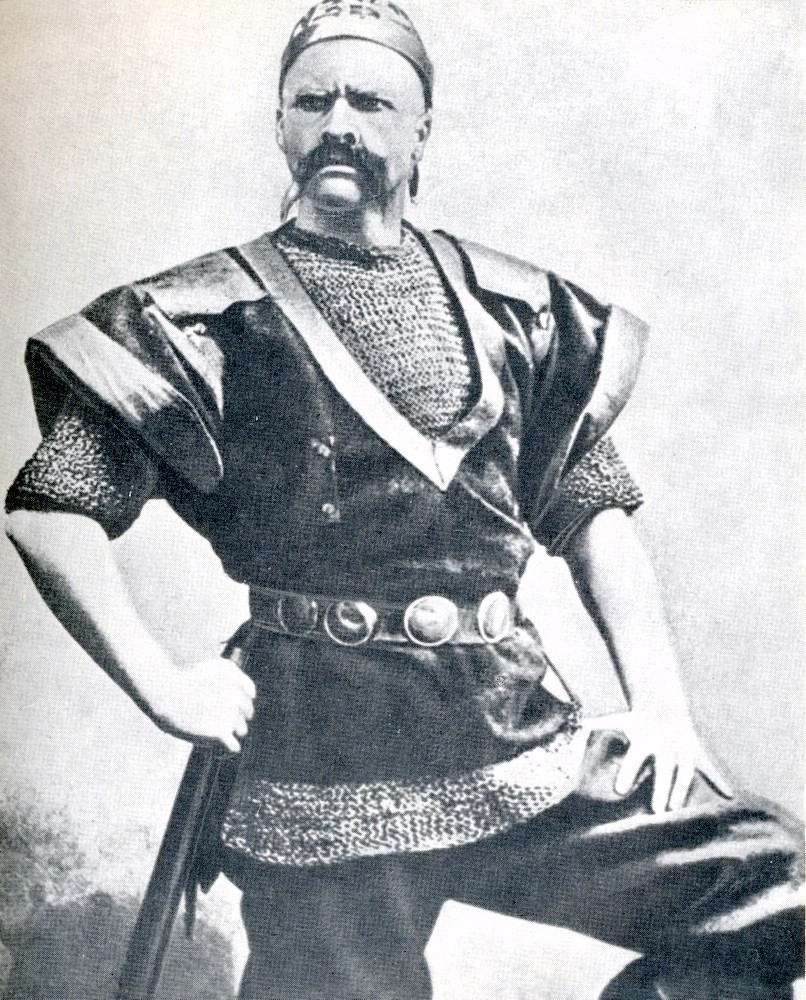
Fëdor Šaljapin nel ruolo del forestiero variago.

L'idea di comporre un'opera avente per soggetto le leggende di Sadko interessava Rimskij-Korsakov fin dagli anni '80 del XIX secolo, ed egli ne scrisse in proposito al critico musicale ed amico Vladimir Stasov, che gli diede i suoi suggerimenti in proposito. Fu solo nell'estate del 1894 che le idee del compositore su quella che egli definiva "opera-byliny" presero una forma concreta e quasi definitiva, con la decisione di usare per essa i temi del suo precedente poema sinfonico Sadko come leitmotiv. Tuttavia Rimskij-Korsakov decise di rinviare l'effettiva scrittura della sua nuova opera a dopo aver ultimato La notte prima di Natale, su cui allora stava lavorando. Il compositore si mise effettivamente al lavoro nella primavera del 1895, quando ebbe quasi completato il libretto, e durante l'estate, mentre soggiornava nella sua tenuta di Večaša, la composizione proseguì celermente. Nel corso dell'estate il compositore ricevette visita dall'amico Vladimir Ivanovič Bel'skij, appassionato conoscitore delle antichità russe ed estimatore della musica di Rimskij-Korsakov. I due discussero a lungo della creazione di Sadko e nacque così l'idea di aggiungere nuovi personaggi e nuove scene all'opera in corso di realizzazione, di cui Rimskij-Korsakov chiese a Bel'skij di scrivere il testo. L'opera fu infine completata nel 1896. Nell'autunno del 1897 Rimskij-Korsakov presentò Sadko alla direzione dei teatri imperiali, ma il direttore Ivan Vsevoložskij, memore dei problemi con la censura e con la famiglia imperiale in occasione del primo allestimento della precedente opera La notte prima di Natale, si rifiutò di metterla in programma adducendo il pretesto che il suo allestimento era troppo complesso e costoso; il compositore decise quindi che da allora non avrebbe più proposto le sue opere ai teatri imperiali. Pertanto Sadko ebbe la sua prima rappresentazione al teatro Solodovnikov di Mosca, conosciuto anche come "Opera privata", appartenente al mecenate Savva Mamontov, sotto la direzione dell'italiano Eugenio Esposito, il 26 dicembre 1897. Rimskij-Korsakov e sua moglie si recarono a Mosca per assistere alla sua seconda rappresentazione che, sebbene non piacque al compositore, ebbe un grande successo presso il pubblico. Durante la successiva Quaresima l'opera di Mamontov si trasferì a San Pietroburgo, dove si sarebbe esibita nella sala teatrale del conservatorio, eseguendo proprio Sadko come primo spettacolo. Per tale occasione Rimskij-Korsakov ed Esposito lavorarono assieme per affinare l'opera, che fu eseguita con successo ed ebbe alcune repliche.

## Trama
L'azione ha luogo a Novgorod e nell'oceano, in un tempo semileggendario.

### Scena prima
A Novgorod, nel palazzo della confraternita dei mercanti, è in corso una grande festa. Oltre ai mercanti sono presenti il musico Nežata, che canta una bylina, i due anziani Foma Nazaryč e Luka Zinov'ič, un secondo musicista, Sadko, e dei giullari che cantano e danzano. I mercanti e gli abitanti di Novgorod vantano le ricchezze e la libertà della loro città, ma Sadko non sembra apprezzare, e dice che al loro posto avrebbe varcato il mare, viaggiato e fatto conquiste per poi portare ricchezza e gloria alla città natale. I maggiorenti, offesi, lo allontanano.

### Scena seconda
Sulle rive del lago Il'men', presso Novgorod, la sera stessa Sadko intona un canto lamentoso. Arrivano dei cigni bianchi che si trasformano in giovani donne, tra le quali ci sono la principessa del mare Volchova, che si dice affascinata dal canto di Sadko, e le sue sorelle. Sadko è attratto dalla principessa, e intona con lei un duetto d'amore. La principessa dice di amare Sadko e di volerlo sposare, e prima di lasciarlo lo invita a pescare dal fiume tre pesci con le pinne d'oro, con i quali viaggerà e si arricchirà, prima di tornare da lei. Volchova avverte Sadko che dovrà esserle fedele, altrimenti incorrerà nella sventura. All'alba emerge dalle acque il Re del mare, che richiama a sé le figlie.

### Scena terza
A casa di Sadko la sua sposa, Ljubava, canta la sua solitudine. Sadko fa ritorno dal lago ma appare trasognato, e respinge la moglie, uscendo poco dopo diretto in piazza, dove ha deciso si scommettere la propria testa sull'esistenza dei pesci dorati nel fiume.

### Scena quarta
Al porto di Novgorod si raduna una folla attorno a dei mercanti giunti d'oltremare. Sadko scommette la propria testa contro le ricchezze dei mercanti, ed afferma di poter pescare nel lago dei pesci dalle scaglie d'oro. L'intervento di Volchova gli permette di avere successo in questa pesca miracolosa e, addirittura, di trasformare i pesci in lingotti d'oro. Sadko, fino a quel momento povero, è ormai diventato un mercante ricco e ammirato. Vedendo i maggiorenti afflitti e sottomessi, Sadko li perdona, lasciandogli le ricchezze. Dopo aver generosamente distribuito parte dell'oro, invita tre mercanti stranieri a cantare le lodi dei loro rispettivi paesi, per aiutarlo durante il viaggio che intraprenderà con i suoi compagni. i mercanti narrano dei propri paesi, senza dimenticarne i pericoli, e la folla invita Sadko a viaggiare alla volta di Venezia. Sadko, che si è reso magnanimo con i mercanti, chiede loro di vegliare sulla sua sposa abbandonata, poi, desideroso di avventure, prende la via del mare sui vascelli che ha assoldato.

### Scena quinta
Dodici anni più tardi, in pieno oceano, la nave di Sadko è immobilizzata da una bonaccia, mentre il resto della sua flotta ha preso il largo. L'equipaggio si risolve a gettare in mare ori e tributi per il Re Oceano. Ma risulta che il solo possibile è Sadko stesso che, capito che si vuole il suo sacrificio, ordina ai suoi di allontanarsi. Non appena le acque inghiottono Sadko, la nave si allontana spinta dal vento.

### Scena sesta
Sadko si presenta al Re del mare e alla sua corte, nel suo palazzo sottomarino. Dopo aver glorificato col canto i suoi ospiti, gli viene concessa la mano della principessa Volchova. Segue il banchetto nuziale, allietato da canti e danze che, muovendo le acque, causano l'affondamento di diverse navi. Dopo l'irruzione di una potente Apparizione, Sadko deve abbandonare il regno subacqueo, destinato a scomparire per sempre, e ritornare a Novgorod, con la sua nuova sposa, destinata a tramutarsi in un fiume.

### Scena settima
All'aurora, nuovamente in riva al lago Il'men', Volchova canta una ninna nanna al suo sposo addormentato, poi scompare nella nebbia. Sadko si risveglia al sopraggiungere della sua prima moglie, Ljubava. Sadko implora il suo perdono e le rinnova il suo amore, dichiarando che è ormai stanco dei viaggi. Quando la nebbia si dissolve, appare miracolosamente il fiume Volchov, sul quale navigano i vascelli di Sadko, che aprono una via verso il mare. Di fronte a questo nuovo prodigio, i personaggi della quarta scena accorrono festanti, glorificano nuovamente Sadko e, dopo un suo ultimo canto, lodano Dio per le sue opere buone.